# Благовјешченск (Башкортостан)
Благовјешченск (рус. Благовещенск, башк. Благовещен) град је у Русији у Башкортостану. Према попису становништва из 2010. у граду је живело 33.893 становника. Благовјешченск налази се на левој обали ријеке Белаје. У Благовјешченску живе Руси, Татари, Башкири и Маријци. Према попису становништва из 2010. у граду је живело 34.239 становника.

## Становништво
Према незваничним подацима са пописа, у граду је 2010. живело 33.893 становника.
| 1939.  | 1959.  | 1970.  | 1979.  | 1989.  | 2002.  | 2010.  |
| ------ | ------ | ------ | ------ | ------ | ------ | ------ |
| 11.700 | 12.876 | 14.801 | 21.127 | 27.705 | 33.000 | 34.239 |